# Theretra clotho
Theretra clotho is een vlinder uit de familie van de pijlstaarten (Sphingidae), die voorkomt in Zuidoost-Azië. De wetenschappelijke naam van de soort werd in 1773 als Sphinx clotho gepubliceerd door Dru Drury aan de hand van een type-exemplaar dat hij uit Madras had ontvangen.

## Kenmerken
De vlinder heeft een spanwijdte van 70–100 millimeter. Kop en borststuk zijn groenbruin; van de voorkant van de kop tot de achterzijde van het borststuk loopt een opvallende witte laterale lijn. Het achterlijf is groenbruin met een zwarte vlek aan de zijkant, vlak achter het borststuk. De bovenkant van de voorvleugels heeft dezelfde kleur als het lichaam; van ongeveer halverwege de achterrand loopt een scherp afgetekende donkerbruine lijn naar de vleugeltop. De bovenzijde van de achtervleugels is zwart tot bruin in de basale helft, en lichter naar de top. De poten en sprieten zijn wit.

volwassen vlinders
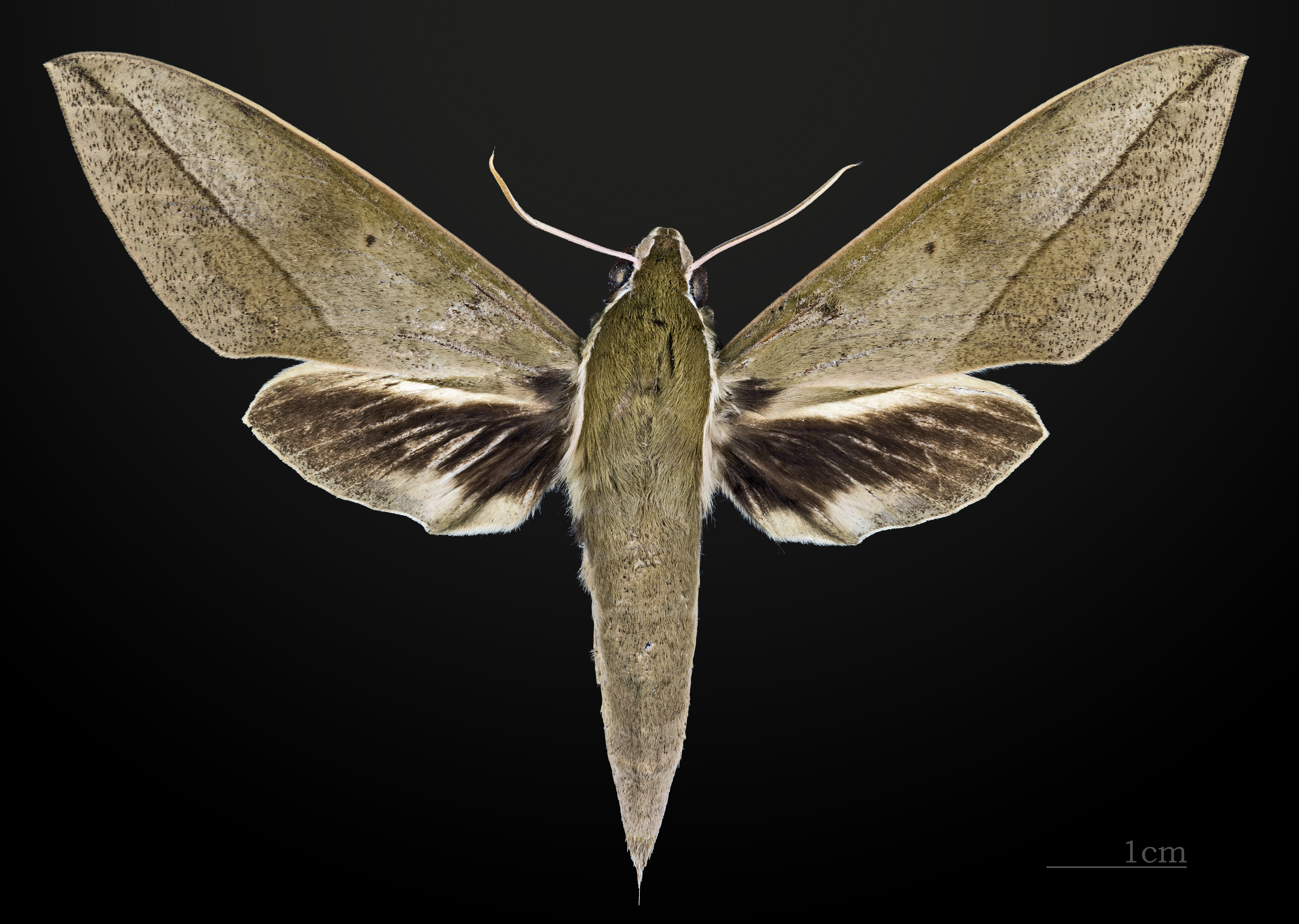
♂ rugzijde
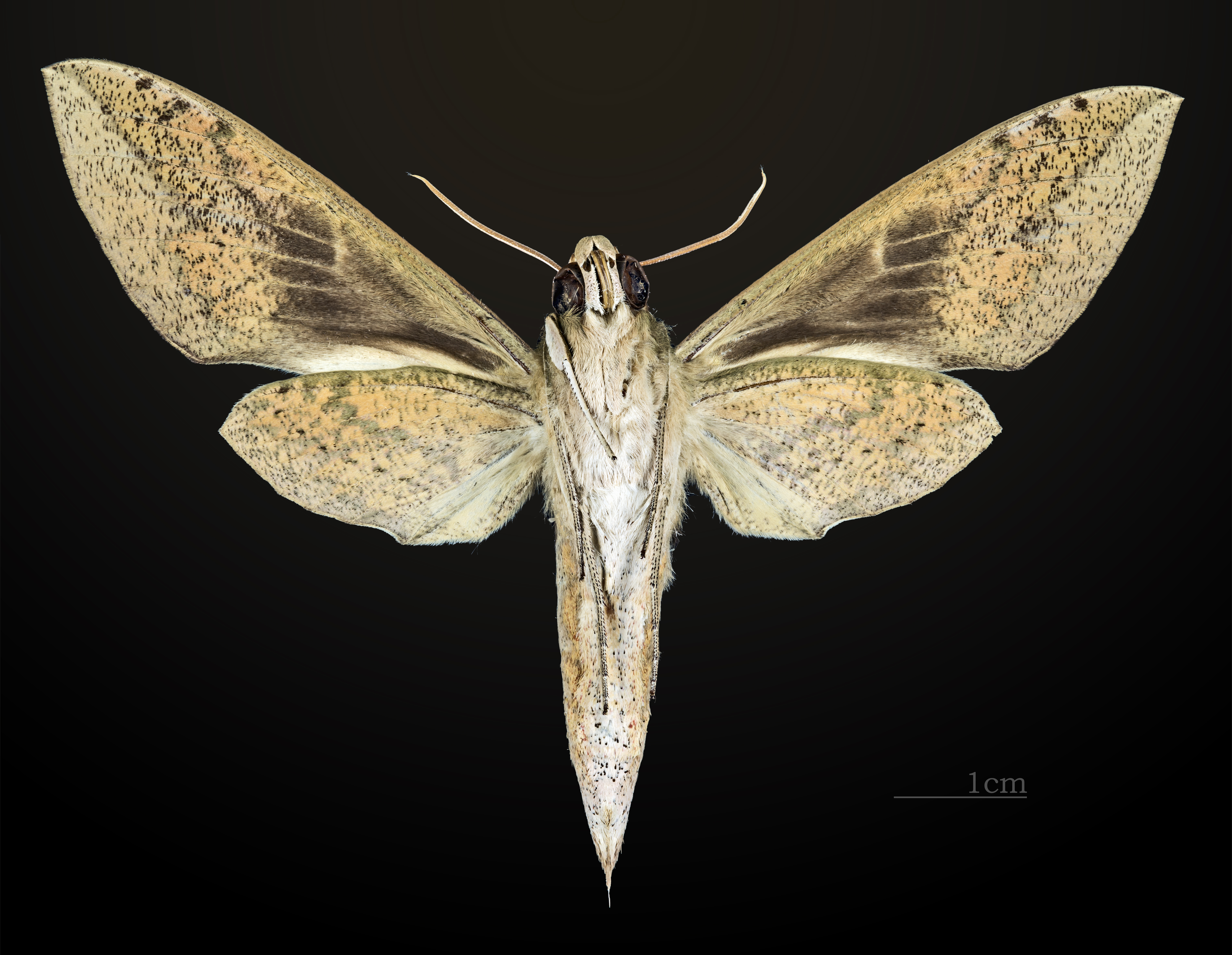
♂ buikzijde
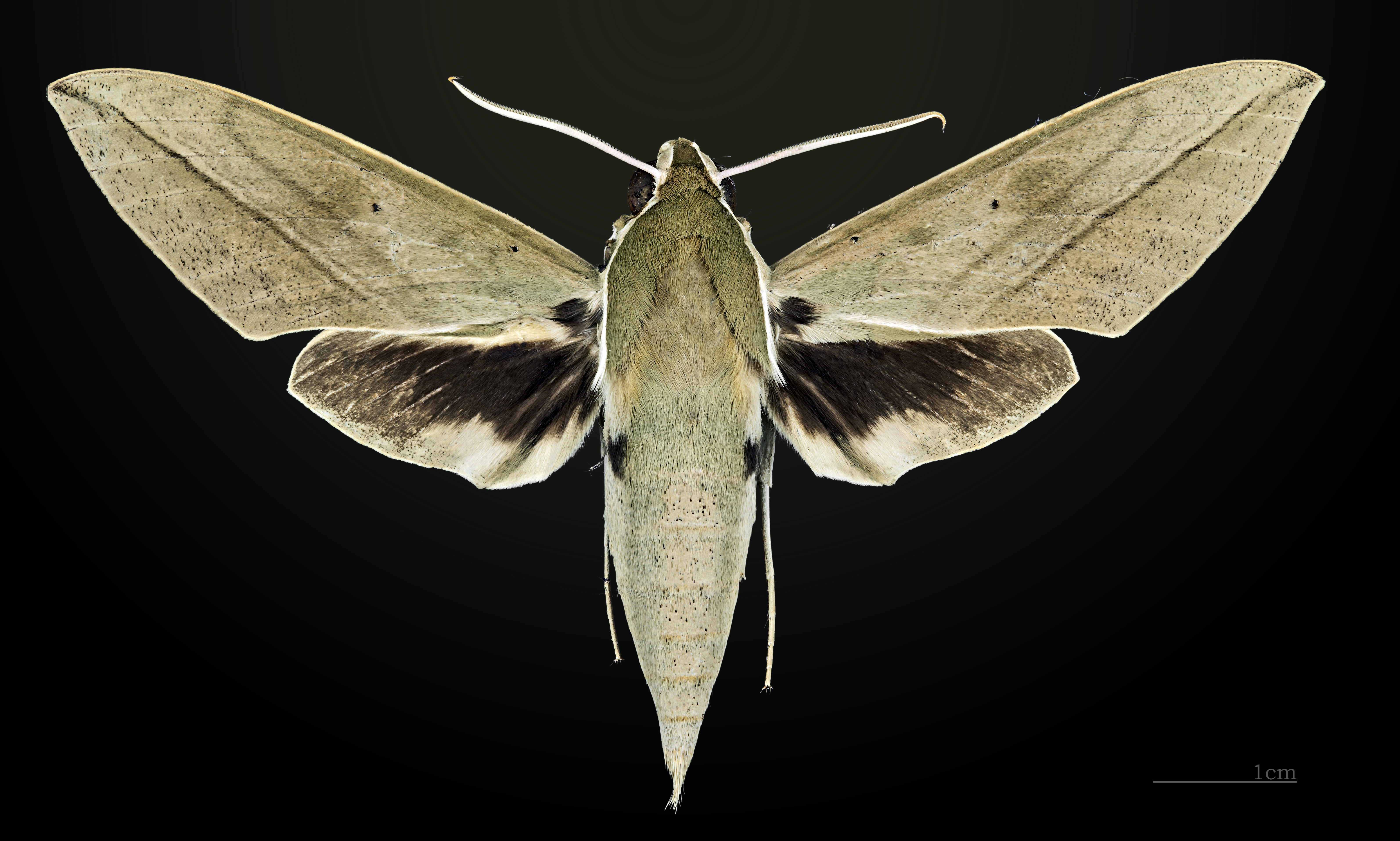
♀ rugzijde
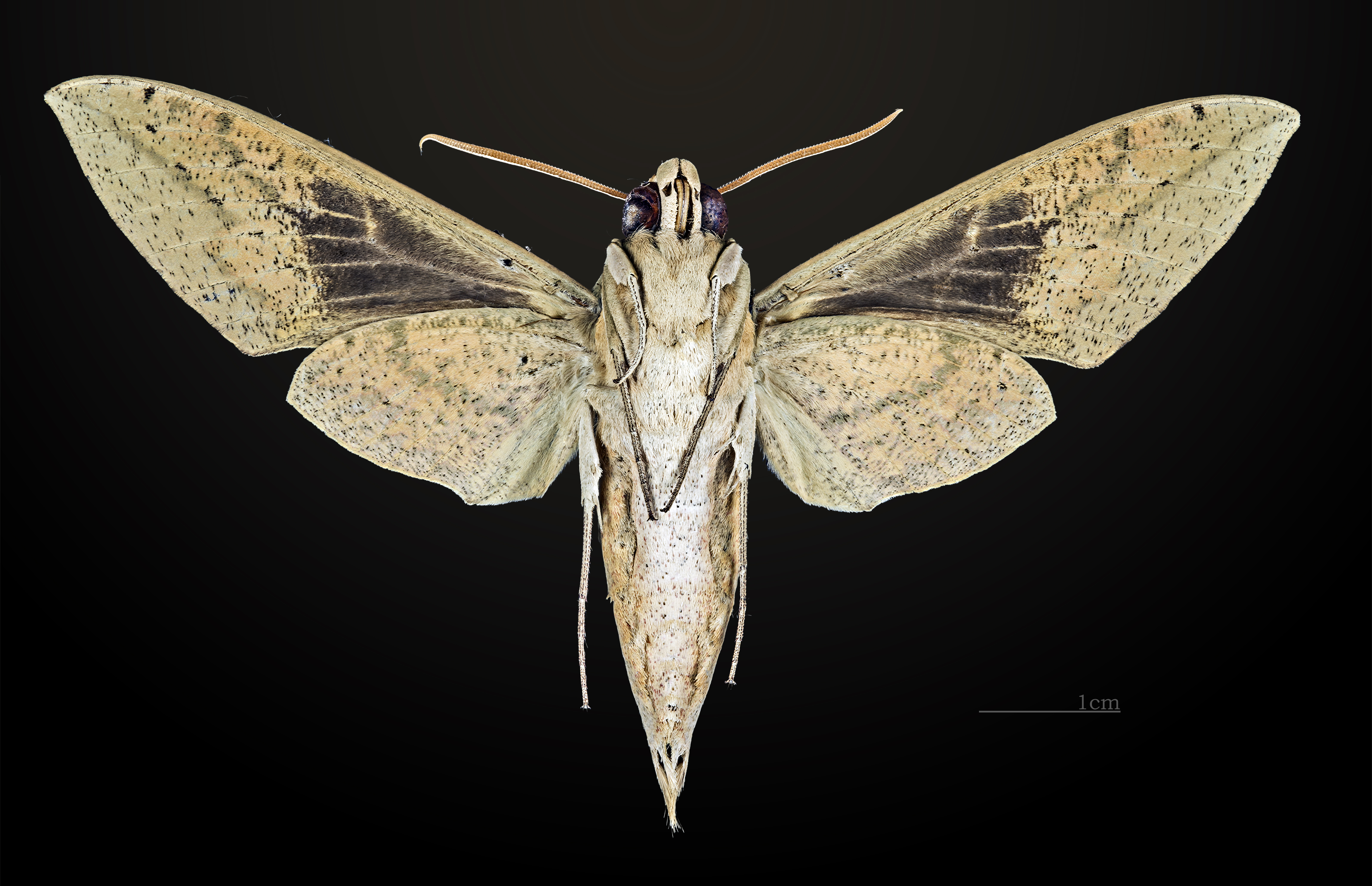
♀ buikzijde

rupsen en pop
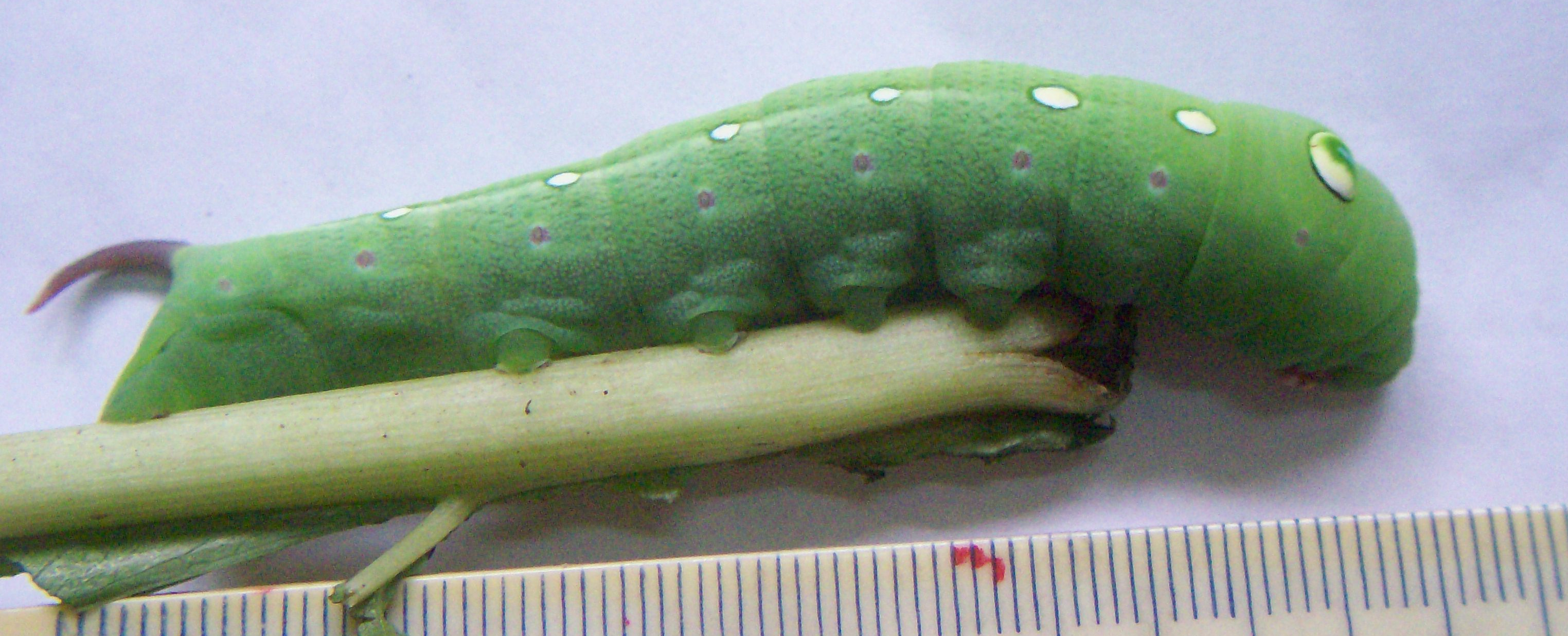
rups (groene vorm)
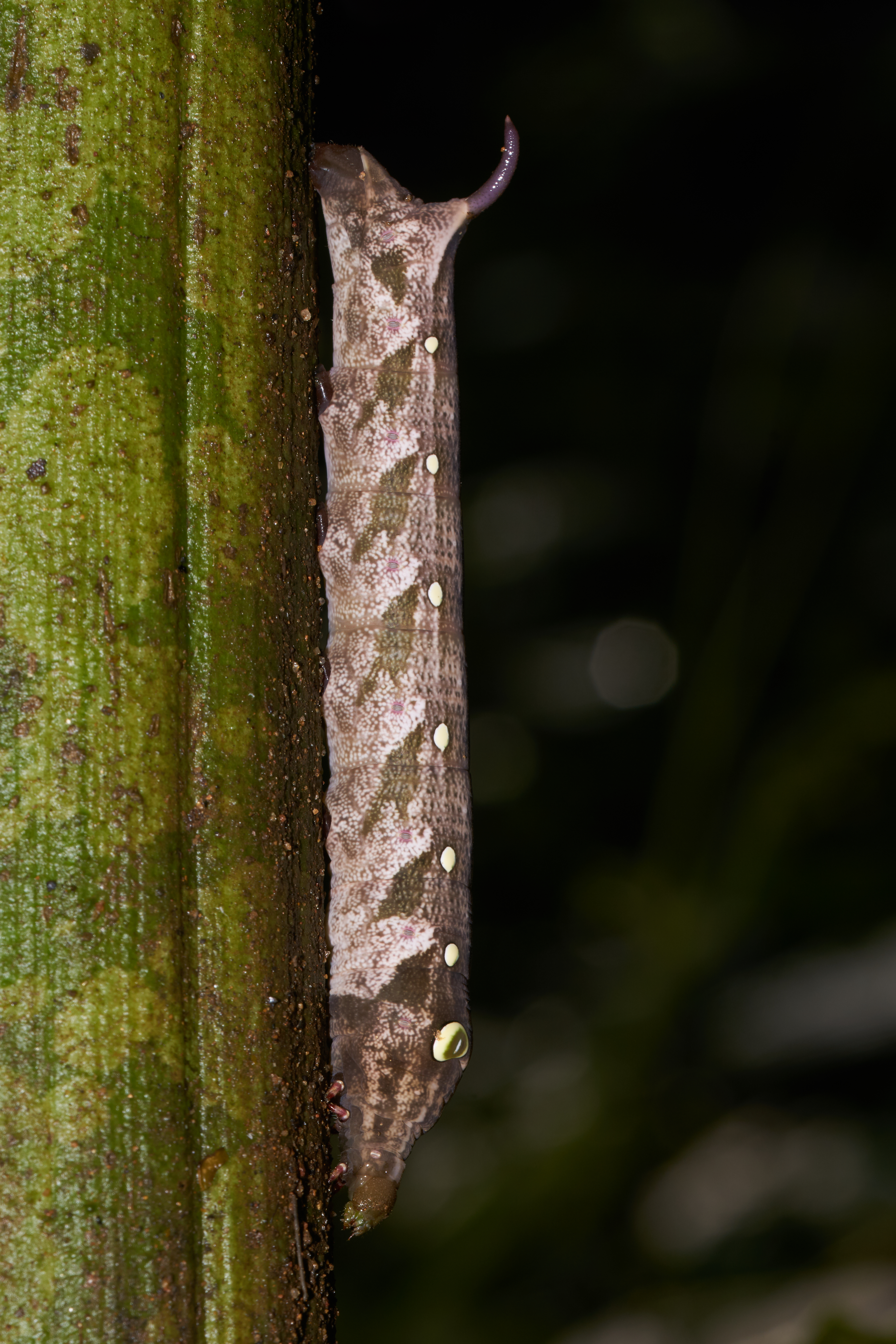
rups (bruine vorm)
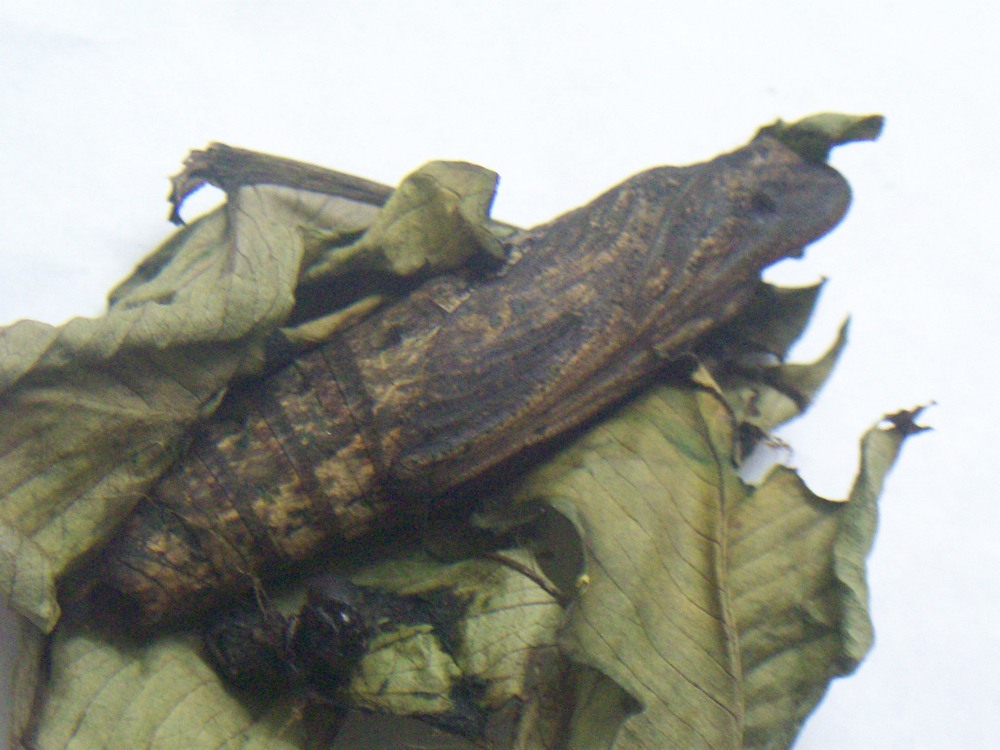
pop; het blad dat de pop omgaf is uitgevouwen

## Verspreiding
De soort komt voor in India, Sri Lanka, Nepal en Myanmar, oostelijk door China tot Taiwan, Zuid-Korea en Japan, zuidelijk tot de Kleine Soenda-eilanden en Timor in Indonesië. De habitat bestaat uit open bossen en bosranden, boomgaarden en plantages, tuinen en parken.